# جایزه گرمی ضبط سال
جایزه گرمی برای ضبط سال (به انگلیسی: Grammy Award for Record of the Year) توسط آکادمی ملی علوم و هنرهای ضبط ایالات متحده «به افتخار دستاوردهای هنری، مهارت فنی و به‌طور کلی برتری در صنعت موسیقی، بدون توجه به فروش یا موقعیت در جدول» اهدا می‌شود. جایزه گرمی برای ضبط سال یکی از چهار جایزهٔ با بیشترین اعتبار است (در کنار بهترین هنرمند جدید، ترانه سال و آلبوم سال) که از اولین مراسم گرمی در سال ۱۹۵۹ هرساله اهدا می‌شود.